# Lâm Thanh
Lâm Thanh (tiếng Trung: 临清市; bính âm: Línqīng Shì) là một thành phố cấp huyện của địa cấp thị Liêu Thành, tỉnh Sơn Đông, Trung Quốc. Thành phố nằm ở phía bắc-tây bắc của trung tâm thành phố cấp địa khu Liêu Thành. Nhiệt độ trung bình của thành phố là 12,8℃, nhiệt độ cao kỷ lục được ghi nhận là 41,4℃, và nhiệt độ thấp nhất được ghi nhận là - 22,1℃. Lượng mưa trung bình hàng năm là 590,4 mm. Lâm Thanh đóng vai trò quan trọng trong lịch sử Trung Quốc. Vào triều nhà Minh và nhà Thanh, nơi đây là một trung tâm phân phối vải dệt, ngũ cốc và gạch ngói rất lớn và cũng là địa điểm cung cấp gạch để xây dựng một phần Vạn Lý Trường Thành và Tử Cấm Thành. Ngày nay, kinh tế thành phố dựa trên các ngành công nghiệp nhẹ.

### Nhai đạo
- Niên Lộ (年路街道)
- Tân Hoa Lộ (新华路街道)
- Tiên Phong Lộ (先锋路街道)
- Đại Tân Trang (大辛庄街道)

### Trấn
| - Tùng Lâm (松林镇) - Lão Triệu Trang (老赵庄镇) - Ngụy Loan (魏湾镇) - Lưu Cai Tử (刘垓子镇) | - Bát Xá Lộ (八岔路镇) - Phan Trang (潘庄镇) - Yên Điếm (烟店镇) - Đường Viên (唐园镇) |

### Hương
- Kim Hác Trang (金郝庄乡)
- Đới Loan (戴湾乡)
- Thượng Điếm (尚店乡)